# مار زنگی (سرده)

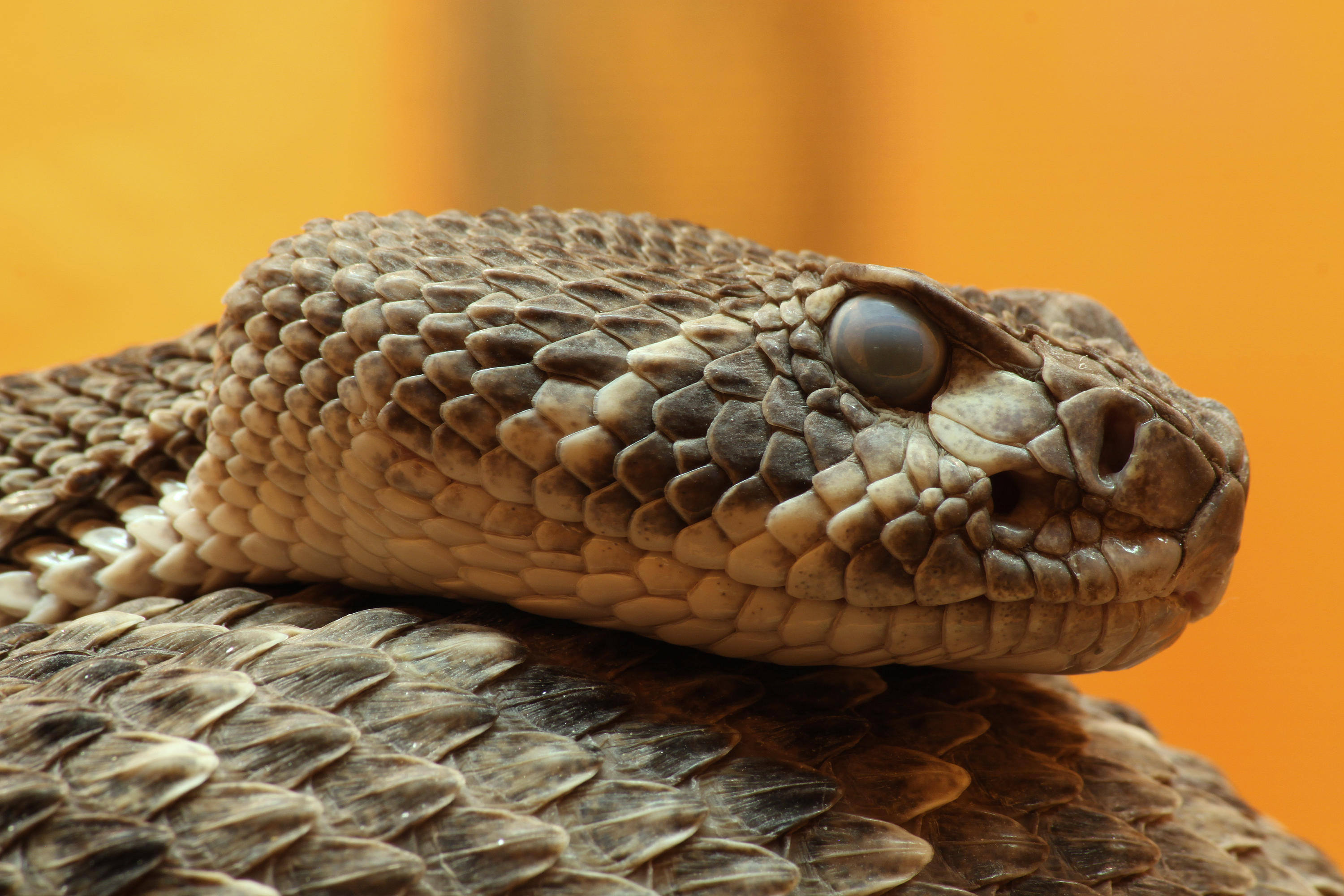
مار زنگی پشت‌الماسی غربی یا پُشت-الماسِ تگزاس با ، یک گونه از سردهٔ مار زنگی است که در ایالت‌های جنوب غربی آمریکا و مکزیک یافت می‌شود.

مار زنگی (سرده) (نام علمی: Crotalus) نام یک سرده از تیره گرزه‌ماران است.